# توی (اسفراین)
توی (اسفراین)، روستایی از توابع بخش مرکزی شهرستان اسفراین در استان خراسان شمالی ایران است. این روستا دارای چندین سوپر مارکت خانه بهداشت مرکز بهداشتی درمانی. پزشک عمومی و دندانپزشک می‌باشد شغل اکثر مردم کشاورزی و دامپروری (گوسفند داری) محصولات کشاورزی گندم جو و پسته پنبه و چغندر قند می‌باشد این روستای در غرب شهرستان در مجاورت شهرستان گرمه و جاجرم قرار دارد دامپروران از اواسط بهار تا اوایل تابستان به ییلاقات شمال روستا منطقه چاربید می‌روند کره قره قروت روغن زرد حیوانی. پشم و دام پرواربندی جهت کشتارگاه از محصولات دامپروری می‌باشد در باغات همچنین میوه جان انگور زردآلو و انواع آلو برداشت می‌شود

## جمعیت
این روستا در دهستان دامنکوه قرار دارد و براساس سرشماری مرکز آمار ایران در سال ۱۳۸۵، جمعیت آن ۱٬۳۲۷ نفر (۲۹۷خانوار) بوده‌است.